# Vindaks
Vindaks (Apera spica-venti) er en enårig plante i græs-familien. Den er 30-100 centimeter høj med en rigt forgrenet blomsterstand af enblomstrede småaks. Den er vidt udbredt i Europa, Nordasien og dele af Nordamerika. I Danmark findes vindaks hist og her som ukrudt mellem korn, især mellem rug på sandede jorder.

## Kendetegn
Bladene er flade, smalle og ru med en skedehinde på 3-10 millimeter. De énblomstrede småaks er grønlige eller rødviolet anløbne og sidder i en op til 30 centimeter lang rigt forgrenet top med tynde og ru grene. Blomstens dækblad har en stak, der er 3-4 gange så lang som selve dækbladet.

## Ukrudt
Vindaks er i Danmark en ældgammel ukrudtsplante på lette og sandede jorder, især i rugmarker. Den stammer sandsynligvis oprindelig fra Sydøsteuropa. I nogle rugmarker kan planten være så almindelig, at der dannes et slør over marken af dens rigt forgrenede blomsterstande.